# Теодорович, Артур Юрьевич
Арту́р Юрьевич Теодоро́вич (укр. Артур Юрійович Теодорович; род. 12 октября 1975, Киев) — украинский футболист и мини-футболист, выступавший на позициях нападающего и полузащитника

## Биография
Воспитанник футбольной школы киевского «Динамо». Учился в футбольном спецклассе под руководством Анатолия Крощенко, вместе с Александром Шовковским, Сергеем Баланчуком и Сергеем Фёдоровым. Закончил школу с серебряной медалью. Во взрослом футболе дебютировал в 1994 году в составе киевского клуба «Край», выступавшего в любительском чемпионате Украины. Следующий сезон провел в другом любительском клубе «Оболонь-Смена». В 1995 году провёл несколько матчей за киевский «Интеркас» в Первой лиге Украины по мини-футболу. На следующий год стал игроком днепропетровского «Днепра». Первую игру в профессиональном футболе провёл 6 апреля 1996 года, выйдя в стартовом составе в выездном матче против кировоградской «Звезды-НИБАС» (на 75-й минуте был заменён Сергеем Ковальцом). 22 апреля вышел на замену вместо Эмерсона в матче против винницкой «Нивы», после чего больше за «Днепр» не выступал. Доигрывал сезон в новомосковском «Металлурге», с которым стал бронзовым призёром второй лиги. Следующий чемпионат начал в киевской «Оболони», однако по ходу первой половины сезона перешёл в кировоградскую «Звезду», за которую провёл одну игру в кубке Украины. В 1997 году игрок отправился за рубеж, где подписал контракт с «Вардаром» из Скопье. В следующем сезоне отправился в Польшу, где выступал за ряд клубов из местного первого дивизиона. В 1998 году вернулся в Украину, однако после возращения играл только на любительском уровне.
Окончил Киевский политехнический институт по специальности «Робототехнические системы и комплексы». Завершив выступления работал в сфере информационных технологий в ряде организаций Украины. Также являлся главным тренером и президентом футбольного клуба «Гидропарк», участвовавшего в чемпионате Киева по футболу и кубке Украины по мини-футболу.

## Достижения
- Бронзовый призёр чемпионата Украины: 1995/96
- Бронзовый призёр второй лиги чемпионата Украины: 1995/96 (группа «Б»)